# Bundesratswahl 1987
Am 9. Dezember 1987 fanden in der Schweiz die Gesamterneuerungswahlen des Bundesrates statt. Die beiden Kammern des neu gewählten Parlaments, die Vereinigte Bundesversammlung, wählten die Schweizer Regierung, den Bundesrat, für die von 1988 bis 1991 dauernde Amtszeit. Die Sitze wurden einzeln in der Reihenfolge des Amtsalters der Sitzinhaber bestellt. 

## Wahlen

### Erste Wahl (Sitz von Otto Stich, SP)

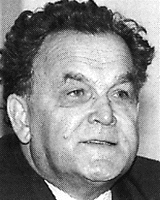
Otto Stich

Bundesrat Otto Stich (SP) war Vorsteher des Eidgenössischen Finanzdepartements (EFD). Er stellte sich als amtsältester Bundesrat als erster zur Wahl. 
|                         | 1. Wahlgang |
| ----------------------- | ----------- |
| ausgeteilte Wahlzettel  | 245         |
| eingegangene Wahlzettel | 245         |
| leer/ungültig           | 33/0        |
| gültig Total            | 212         |
| absolutes Mehr          | 107         |
| Otto Stich              | 185         |
| Verschiedene            | 27          |

### Zweite Wahl (Sitz von Jean-Pascal Delamuraz, FDP)

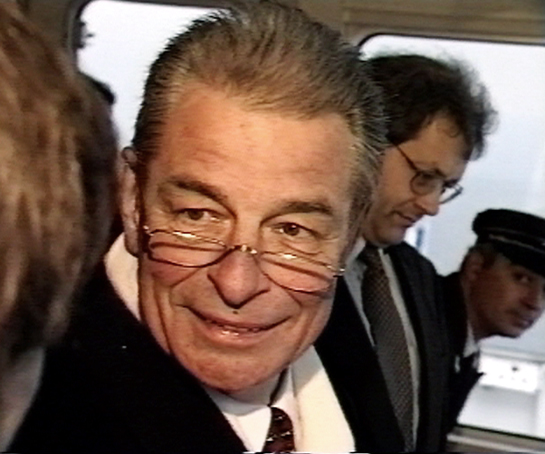
Jean-Pascal Delamuraz

Bundesrat Jean-Pascal Delamuraz (FDP) stand Anfang 1987 dem Volkswirtschaftsdepartement (EVD) vor. 
|                         | 1. Wahlgang |
| ----------------------- | ----------- |
| ausgeteilte Wahlzettel  | 244         |
| eingegangene Wahlzettel | 244         |
| leer/ungültig           | 25/1        |
| gültig Total            | 218         |
| absolutes Mehr          | 110         |
| Jean-Pascal Delamuraz   | 194         |
| Verschiedene            | 24          |

### Dritte Wahl (Sitz von Elisabeth Kopp, FDP)

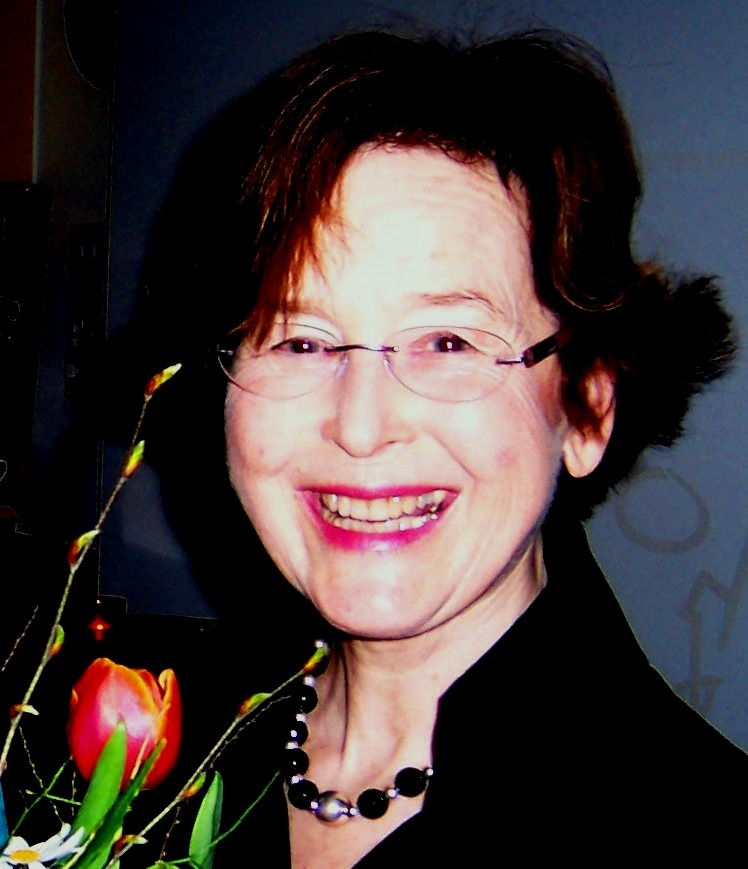
Elisabeth Kopp

Bundesrätin Elisabeth Kopp (FDP) war seit 1984 Vorsteherin des Eidgenössischen Justiz- und Polizeidepartementes (EJPD).
|                         | 1. Wahlgang |
| ----------------------- | ----------- |
| ausgeteilte Wahlzettel  | 239         |
| eingegangene Wahlzettel | 239         |
| leer/ungültig           | 27/0        |
| gültig Total            | 212         |
| absolutes Mehr          | 107         |
| Elisabeth Kopp          | 166         |
| Lili Nabholz (FDP)      | 20          |
| Verschiedene            | 26          |

### Vierte Wahl (Sitz von Arnold Koller, CVP)

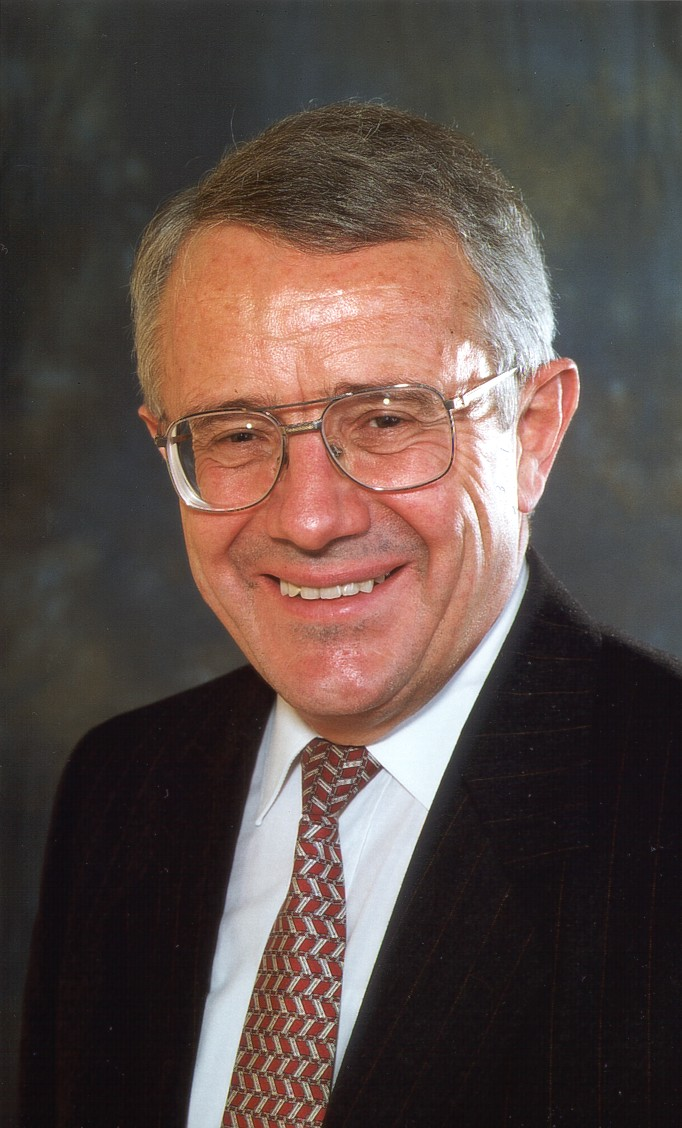
Arnold Koller

Bundesrat Arnold Koller (CVP) war seit 1989 Vorsteher des Eidgenössischen Justiz- und Polizeidepartementes (EJPD).
|                         | 1. Wahlgang |
| ----------------------- | ----------- |
| ausgeteilte Wahlzettel  | 245         |
| eingegangene Wahlzettel | 245         |
| leer/ungültig           | 13/4        |
| gültig Total            | 228         |
| absolutes Mehr          | 115         |
| Arnold Koller           | 178         |
| Anita Fetz (POCH)       | 13          |
| Verschiedene            | 37          |

### Fünfte Wahl (Sitz von Flavio Cotti, CVP)

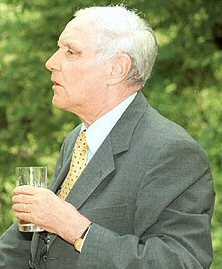
Flavio Cotti

Bundesrat Flavio Cotti (CVP) war Anfang 1987 Vorsteher des Eidgenössischen Departements des Innern (EDI).
|                         | 1. Wahlgang |
| ----------------------- | ----------- |
| ausgeteilte Wahlzettel  | 244         |
| eingegangene Wahlzettel | 242         |
| leer/ungültig           | 16/3        |
| gültig Total            | 223         |
| absolutes Mehr          | 112         |
| Flavio Cotti            | 205         |
| Verschiedene            | 18          |

### Sechste Wahl (Ersatzwahl von Pierre Aubert, SP)

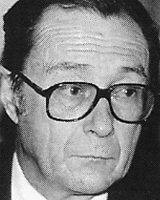
Pierre Aubert, zurücktretender Bundesrat

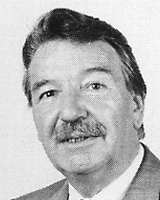
René Felber, neu gewählter Bundesrat

Bundesrat Pierre Aubert (SP) war seit 1978 Vorsteher des  Eidgenössischen Departements für auswärtige Angelegenheiten (EDA). Da er seinen Rücktritt zum 31. Dezember 1987 erklärt hatte, wurde eine Ersatzwahl für seinen Sitz nötig. Die SP erhob im Sinne der Zauberformel Anspruch auf diesen Sitz, welcher auch nicht bestritten wurde. Der Kandidat der Sozialdemokraten, René Felber, wurde bereits im 1. Wahlgang gewählt und übernahm das Departement von Aubert.  
|                         | 1. Wahlgang |
| ----------------------- | ----------- |
| ausgeteilte Wahlzettel  | 242         |
| eingegangene Wahlzettel | 242         |
| leer/ungültig           | 11/3        |
| gültig Total            | 228         |
| absolutes Mehr          | 115         |
| René Felber             | 152         |
| Christian Grobet (SP)   | 36          |
| Félicien Morel (SP)     | 27          |
| Verschiedene            | 13          |

### Siebte Wahl (Ersatzwahl von Leon Schlumpf, SVP)

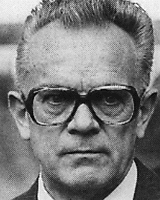
Leon Schlumpf, zurücktretender Bundesrat

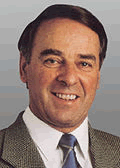
Adolf Ogi, neu gewählter Bundesrat

Bundesrat Leon Schlumpf (SVP) war seit 1980 Vorsteher des Eidgenössischen Verkehrs- und Energiewirtschaftsdepartements (EVED). Da er per 31. Dezember 1987 seinen Rücktritt erklärt hatte, wurde eine Ersatzwahl für seinen Sitz notwendig. Der Sitzanspruch der SVP (die bis 2003 gemäss Zauberformel nur seinen Sitz hatte) wurde nicht in Frage gestellt. 
Der Kandidat der SVP, Adolf Ogi, wurde im zweiten Wahlgang gewählt und übernahm das Departement von Leon Schlumpf. 
|                           | 1. Wahlgang | 2. Wahlgang |
| ------------------------- | ----------- | ----------- |
| ausgeteilte Wahlzettel    | 245         | 245         |
| eingegangene Wahlzettel   | 244         | 245         |
| leer/ungültig             | 4/0         | 4/0         |
| gültig Total              | 240         | 241         |
| absolutes Mehr            | 121         | 121         |
| Adolf Ogi                 | 114         | 132         |
| Hans-Rudolf Nebiker (SVP) | 43          | 69          |
| Ulrich Gadient (SVP)      | 33          | 22          |
| Ulrich Siegrist (SVP)     | 31          | 16          |
| Leni Robert (Grüne)       | 17          | -           |
| Verschiedene              | 2           | 2           |

## Wahl des Bundeskanzlers

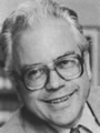
Walter Buser

Der amtierende Bundeskanzler Walter Buser trat zur Wiederwahl an und wurde mit 212 Stimmen im Amt bestätigt.

## Wahl des Bundespräsidenten
Otto Stich wurde mit 165 Stimmen zum Bundespräsidenten für das Jahr 1988 gewählt, Jean-Pascal Delamuraz mit 157 Stimmen zum Vizepräsidenten.